# Phyllachora madhucae
Phyllachora madhucae är en svampart som beskrevs av R.C. Rajak & Hasija 1978. Phyllachora madhucae ingår i släktet Phyllachora och familjen Phyllachoraceae.   Inga underarter finns listade i Catalogue of Life.